# Haliotidae
Haliotidae (popularmente chamados, em português, de abalones) é uma família de moluscos gastrópodes marinhos pertencentes ao clado Vetigastropoda, proposta por Rafinesque em 1815 e contendo apenas o gênero Haliotis, proposto por Linnaeus em 1758. Inclui espécies de águas rasas, em sua maioria na zona entremarés.

## Características da concha e do animal
A principal característica de um caramujo da família Haliotidae é a sua concha de espiral extremamente aberta (planispiral) e com poucas voltas, o que a torna oval, ou em formato de orelha; além de permitir totalmente, quando manipulada, a visualização de sua superfície interna, madreperolada. Sua última volta é muito ampla, contendo acima da espiral, quando a concha é vista com o lábio externo voltado para o observador, uma sequência de furos (denominados tremata), sendo que os últimos três a nove furos permanecem abertos e os antigos são cobertos por substância calcária, formando verrucosidades. Seu fluxo de ventilação de água entra acima do pé do animal, por baixo da borda inferior da concha, e é excretado pelos furos abertos ao longo da sua borda superior. Suas dimensões variam de dois a trinta centímetros. O ânus e os nefrídeos estão sob um destes furos. Tentáculos cefálicos providos de olhos e tentáculos periféricos sensíveis à luz, em uma estrutura denominada epipodium. Como não possui qualquer estrutura cerebral óbvia, Haliotis é considerado um animal primitivo.

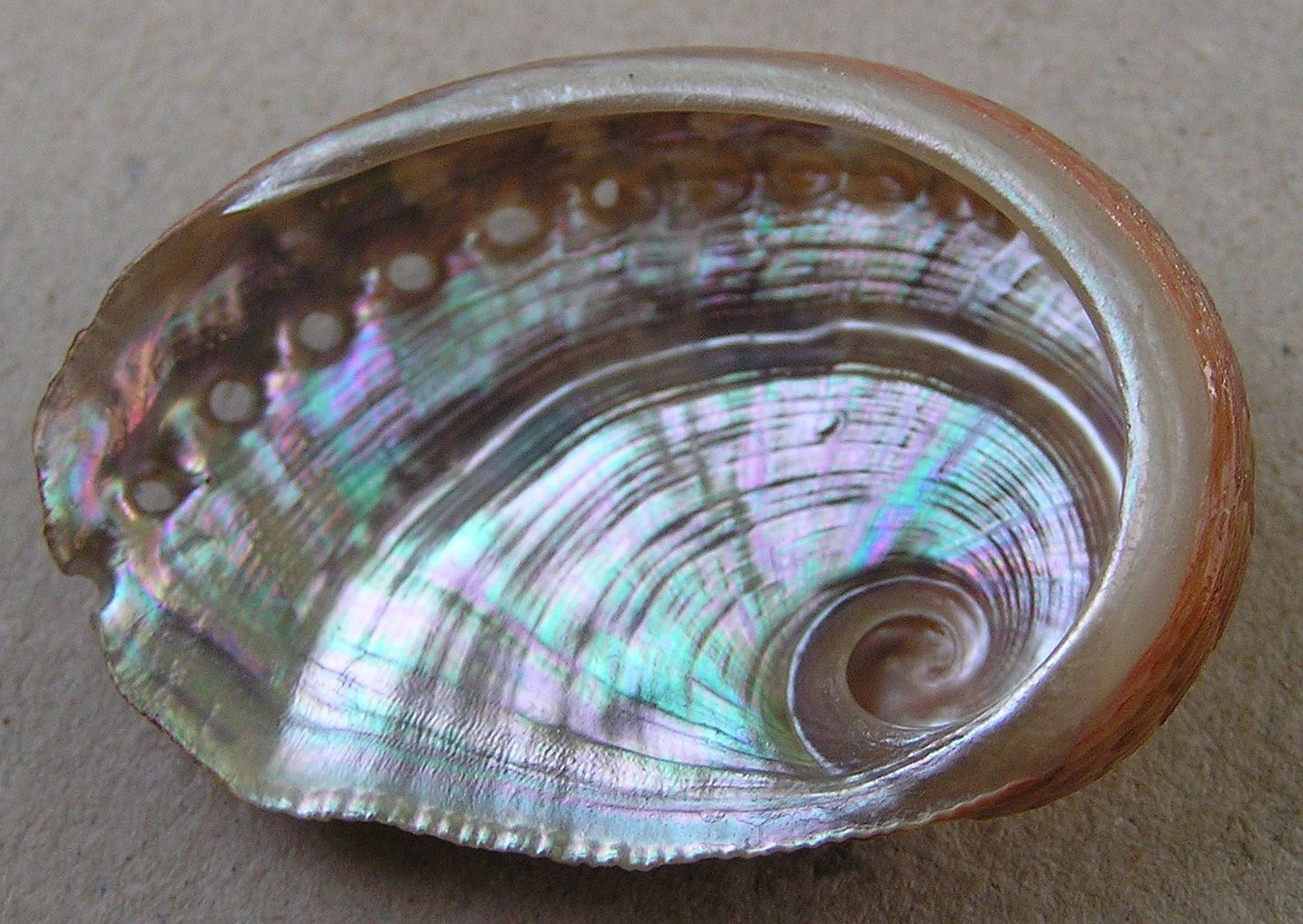
Exemplar de H. parva, visto por baixo. A parte inferior, na foto, corresponde ao lábio externo.
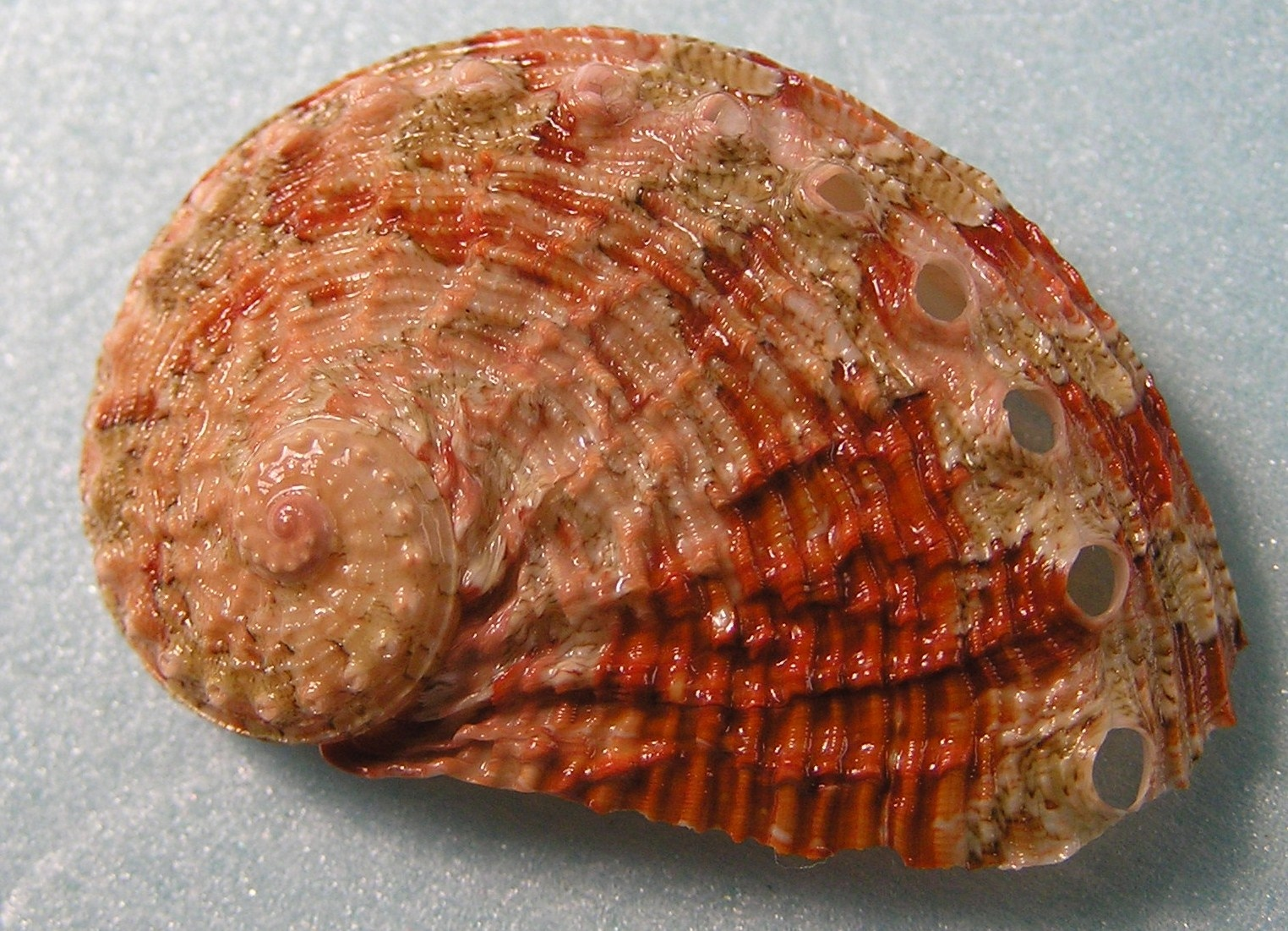
Relevo da superfície da concha de H. squamosa.
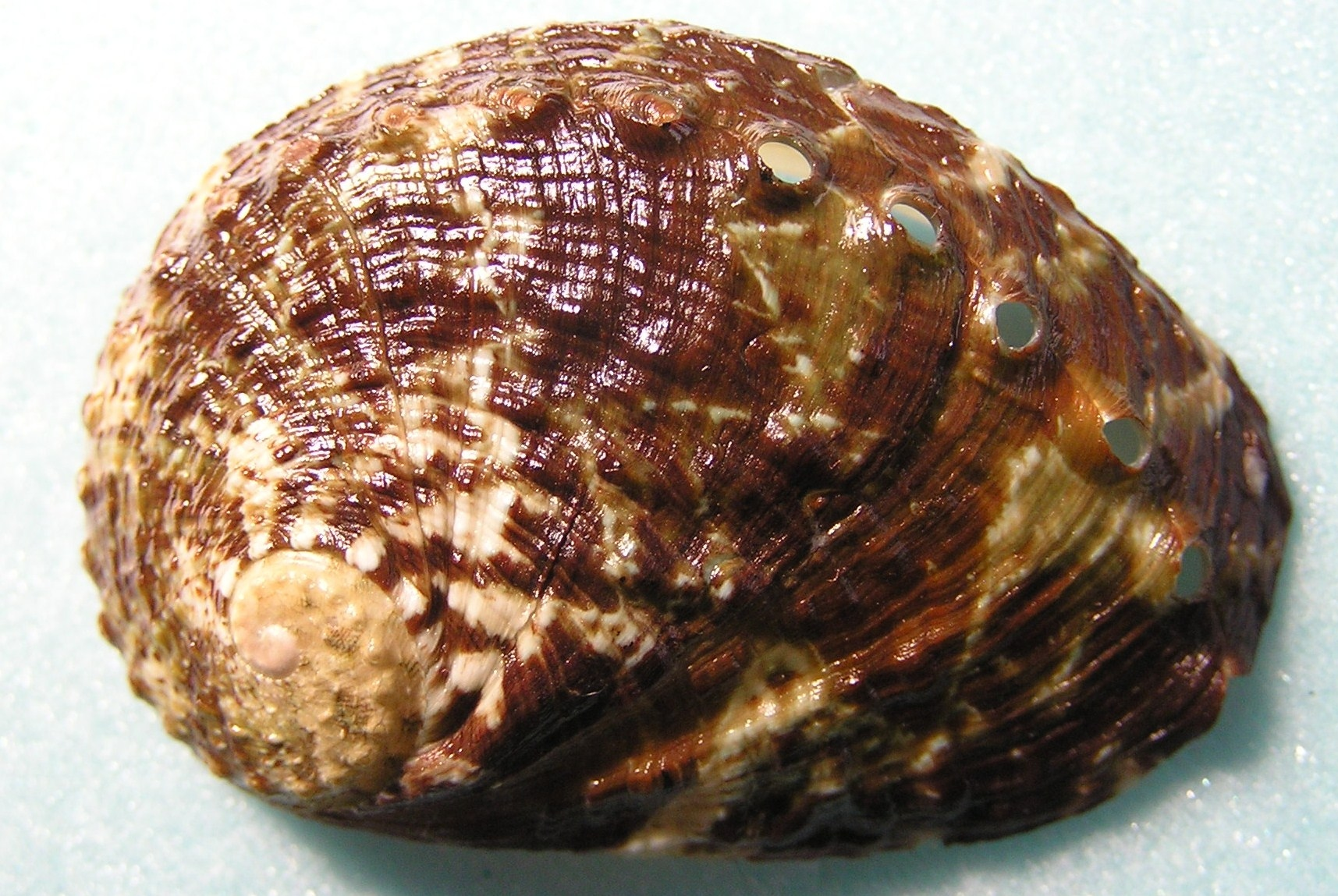
Exemplar de H. rugosa ssp. pustulata, visto por cima.
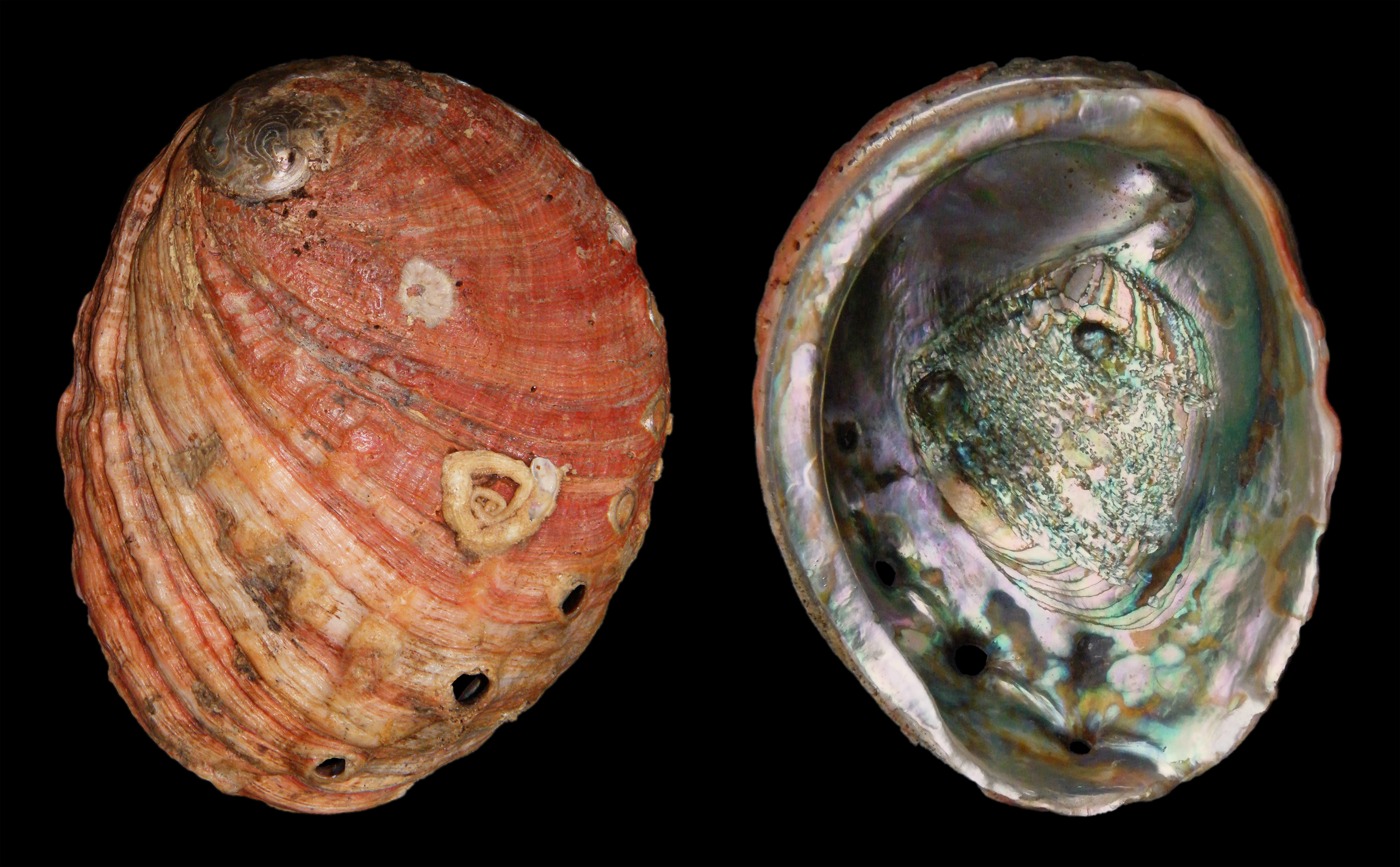
H. rufescens (red abalone), espécie californiana usada em joalheria.

## Habitat, hábitos e distribuição geográfica
Haliotidae são habitantes desde a zona entremarés, onde se fixam em superfícies rochosas, com forte sucção aplicada a seu pé, até várias centenas de metros. Se alimentam exclusivamente de algas. Também são consumidas como alimento por humanos, com algumas espécies em declínio.
Esta família tem sua distribuição ao longo das águas costeiras de todos os continentes, com exceção da costa sul do Pacífico na América do Sul (embora tenha sido introduzida no Chile, a partir da década de 1970 e se expandindo na década de 1990, para cultivo), a costa leste dos Estados Unidos, o extremo Ártico e a Antártida; com a maioria das espécies encontradas em águas frias, como ao largo das costas da Nova Zelândia (nomeados pāua em maori), África do Sul, Austrália, oeste da América do Norte (da região Panhandle do Alasca ao México) e no Japão.[carece de fontes?] Muito conhecidas, e usadas em joalheria, são as espécies californianas: Haliotis rufescens (red abalone), Haliotis corrugata (pink abalone) e Haliotis fulgens (green abalone).
No oeste da Europa e Mar Mediterrâneo ocorre Haliotis tuberculata, classificada por Linnaeus em 1758 (com a espécie Haliotis lamellosa, Lamarck, 1822, colocada agora como sua subespécie). No Brasil é citada a espécie Haliotis pourtalesii (Dall, 1881), que vive do Pará ao Rio Grande do Sul, em fundos de algas calcárias e conchas quebradas entre 60 e 360 metros de profundidade (com a espécie Haliotis aurantium colocada como sua subespécie).

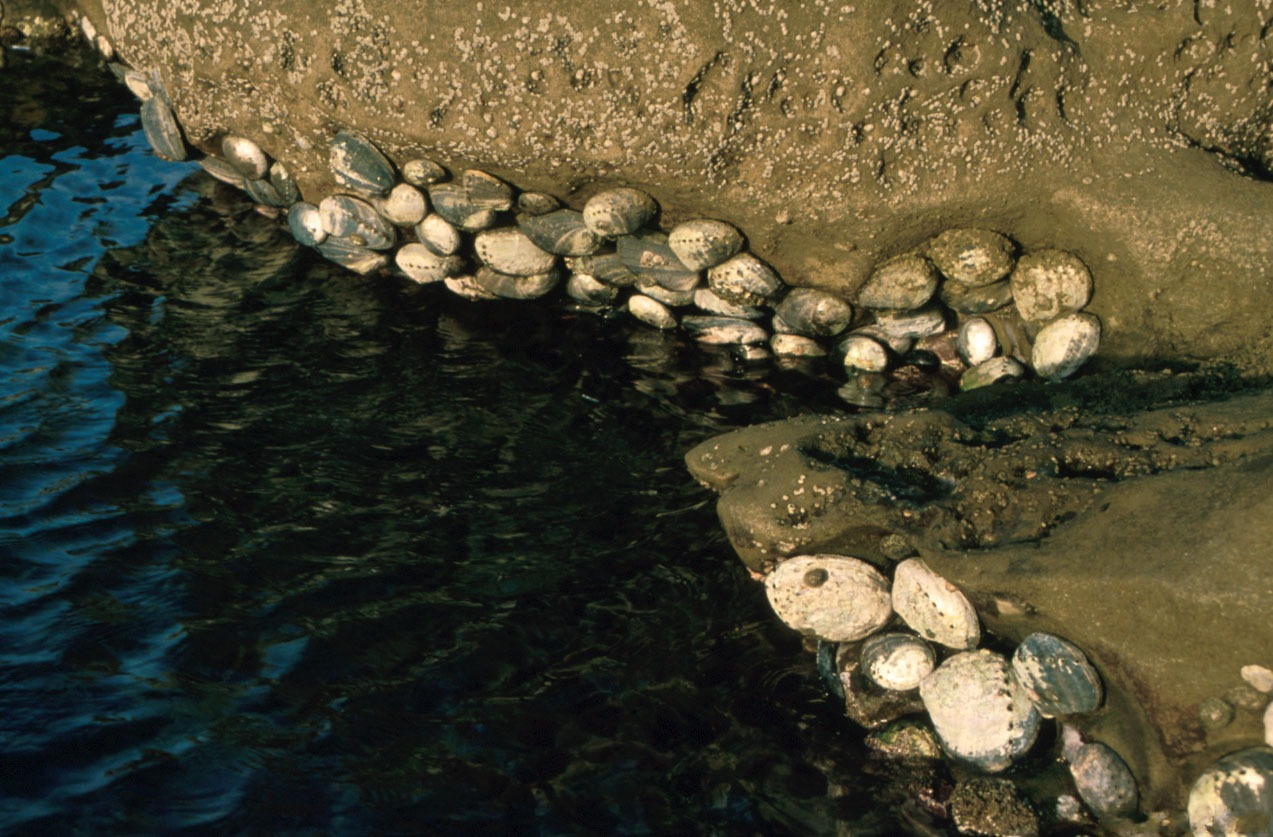
Exemplares de Haliotis, fixos a rochas na zona entremarés.
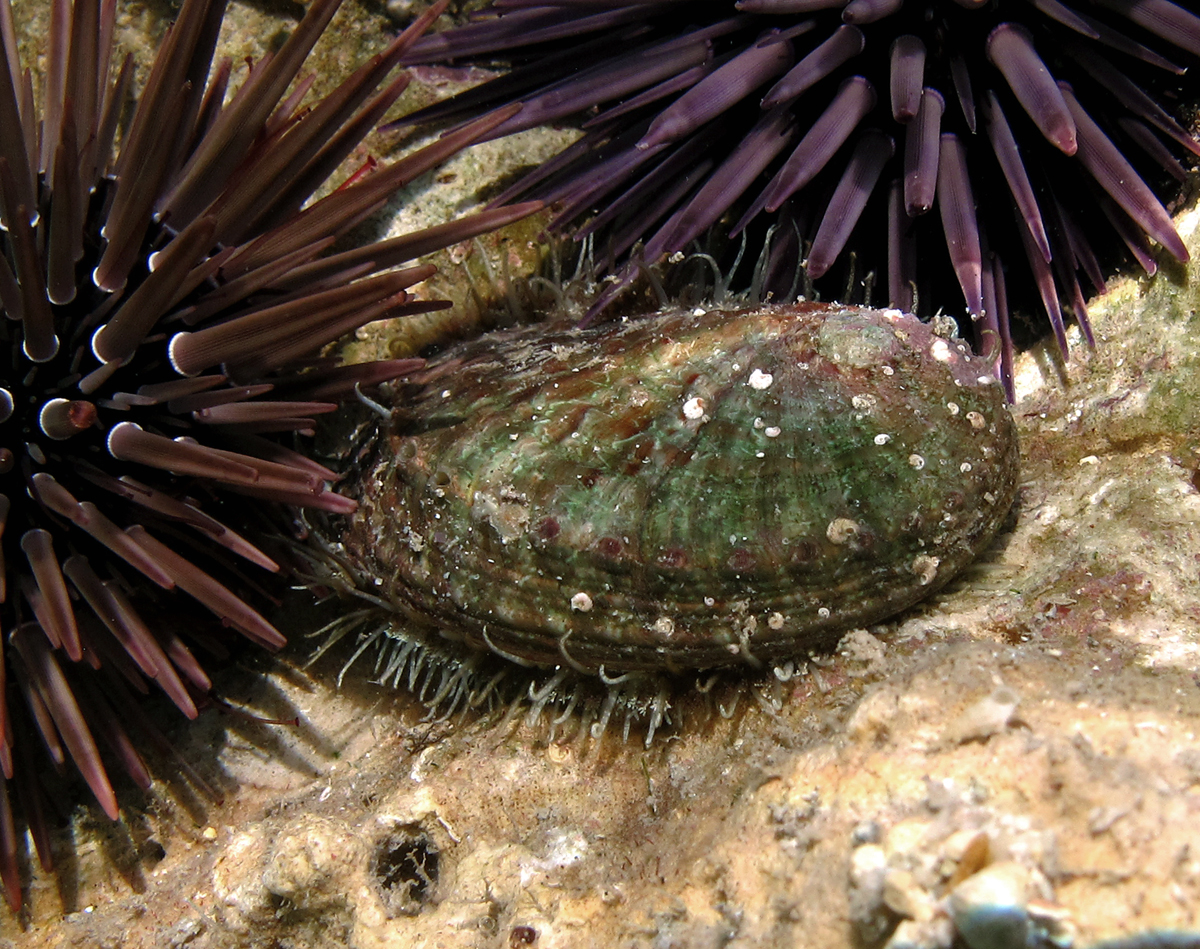
Exemplar vivo de H. rugosa.
- Vídeo de H. tuberculata em deslocamento.
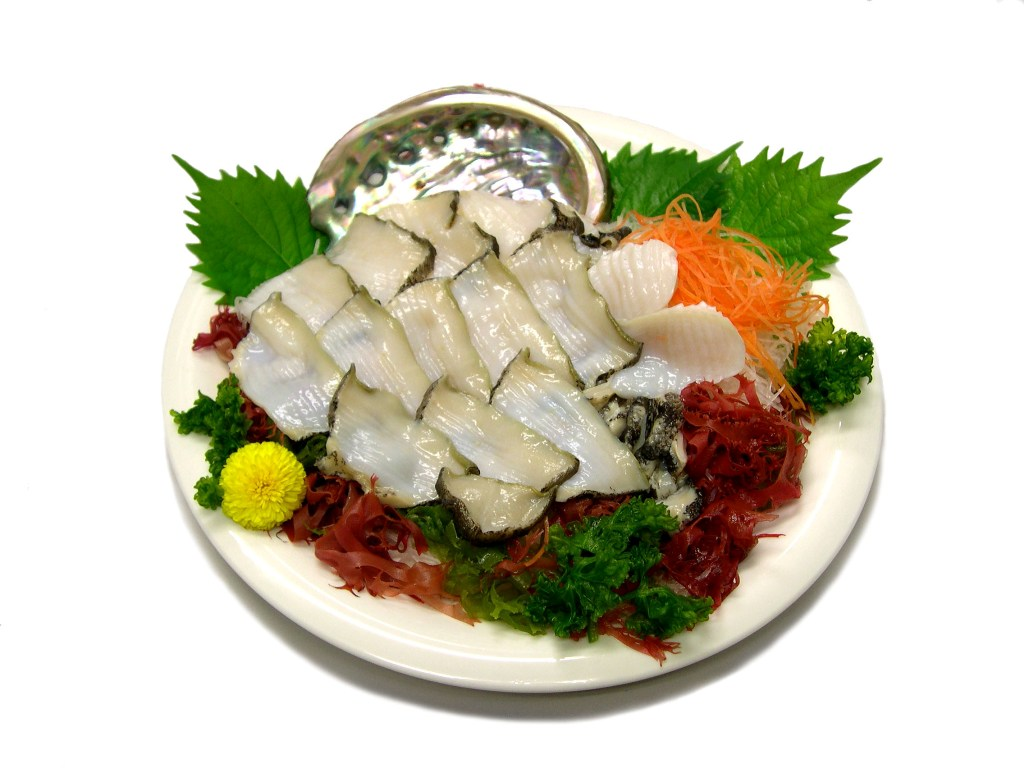
Sashimi de Haliotis.